# Marie-Wilhelmine de Hesse-Cassel
Titre
Grande-duchesse de Mecklembourg-Strelitz
12 août 1817 – 6 septembre 1860
La princesse Marie-Wilhelmine de Hesse-Cassel (allemand : Marie Wilhelmine Friederike von Hessen-Kassel; 21 janvier 1796 - 30 décembre 1880) est une princesse allemande.

## Famille

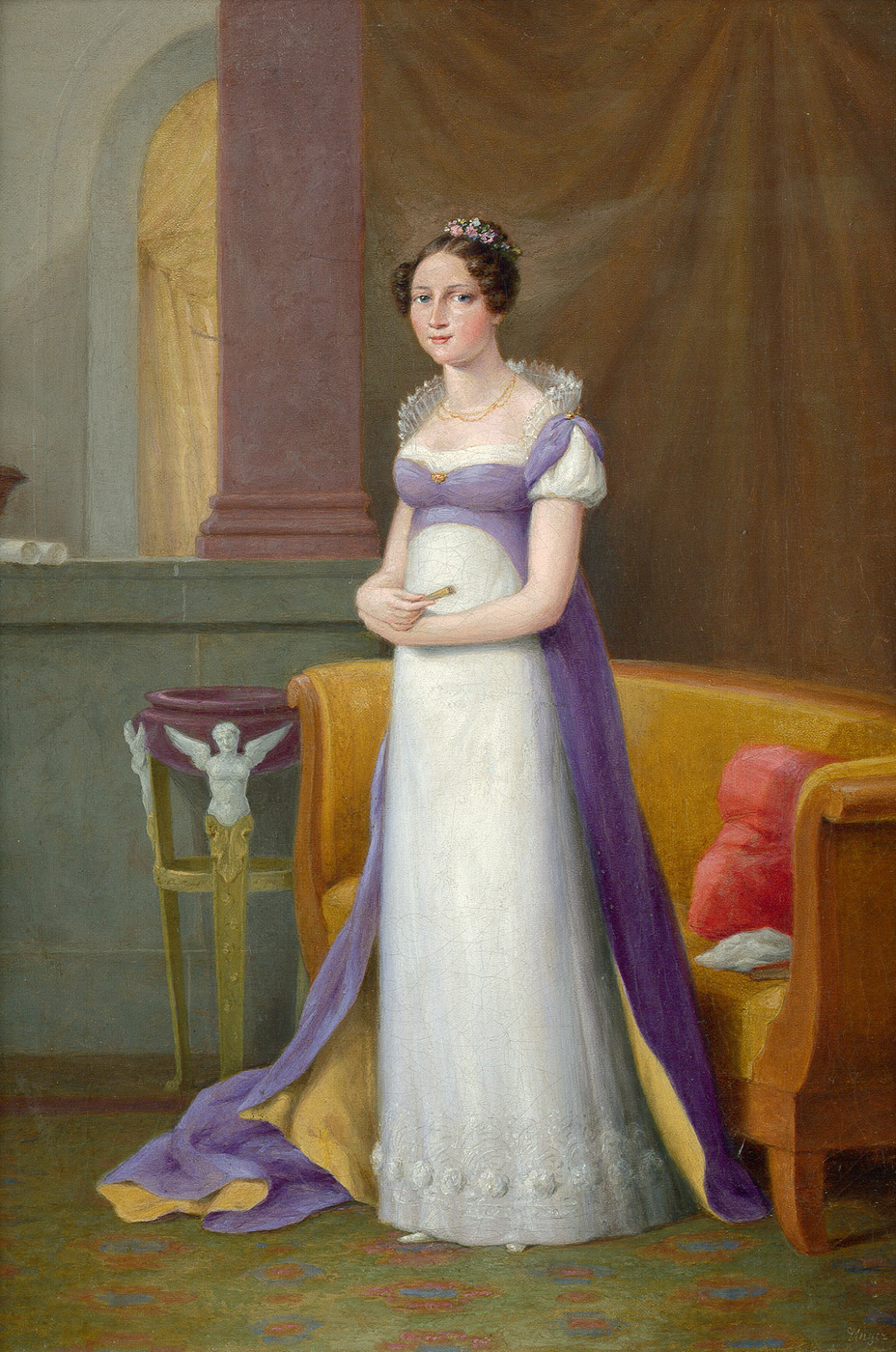
Portrait de Marie-Whilhelmine de Hesse-Cassel par Wilhelm Unger (1831).

Elle est la seconde fille de Frédéric de Hesse-Cassel-Rumpenheim, et de son épouse, Caroline de Nassau-Usingen, et est née à Hanau. Par son père, elle est l'arrière-petite-fille de George II de Grande-Bretagne. Le frère aîné de son père est Guillaume IX de Hesse. En 1803, son oncle reçoit le titre d'Électeur de Hesse. En vertu de cette élévation, l'ensemble des membres de la dynastie bénéficient d'un rang plus élevé.
Sa sœur Augusta de Hesse-Cassel épouse Adolphe de Cambridge, le septième fils de George III du Royaume-Uni.

## Mariage
Le 12 août 1817 à Cassel, Marie épouse Georges de Mecklembourg-Strelitz, fils de Charles II de Mecklembourg-Strelitz. Ensemble, ils ont quatre enfants :
- Louise de Mecklembourg (1818-1842).
- Frédéric-Guillaume Ier, grand-duc de Mecklembourg-Strelitz (1819-1904); marié à Augusta de Cambridge (1822-1916) d'où deux fils;
- Caroline de Mecklembourg-Strelitz (1821-1876) épouse en 1841 Frédéric, prince royal de Danemark (1808-1863) (divorce en 1846)
- Georges-Auguste de Mecklembourg-Strelitz (1824-1876) épouse en 1851 Catherine Mikhaïlovna de Russie (1827-1894) d'où 4 enfants.